# Basketbol'nij klub Chimik Južnyj
Il Basketbol'nij Klub Chimik Južnyj (in ucraino Баскетбольний клуб Хімік Южний) è un club cestistico ucraino di Južne.
Fondato nel 2000, milita in Ukrajina Super-Liha.
Disputa le partite interne nel Palazzo dello Sport, che ha una capacità di 3 500 spettatori.

## Palmarès
- Campionato ucraino: 3

2014-2015, 2015-2016, 2018-2019
- Coppa d'Ucraina: 2

2016, 2020